# Kolín
Kolín (Tjekkisk udtale: [ˈkoliːn]; tysk: Kolin, Neu Kolin) er en kommune og en by i den tjekkiske region Centralbøhmen i Tjekkiet. Den har omkring 33.000 indbyggere. Den historiske bymidte er velbevaret og er beskyttet ved lov som et Kulturelt monument. Landsbyerne Sendražice, Šťáralka, Štítary and Zibohlavy er en del af kommunen.

## Geografi
Kolín ligger omkring 47 km øst for Prag. Den ligger i et frugtbart landskab i lavlandet det Centrale Elb-plateau. Byen ligger ved floden Elben. I den østlige del af kommunen ligger Sandberk, en kunstig sø skabt ved at oversvømme et sandstensbrud.

## Historie
Ptolemæus verdenskort nævner Budorgis i Kolíns område i det 2. århundrede.
Kolín blev grundlagt af kong Ottokar 2. af Bøhmen i det 13. århundrede ved flytning, da Starý Kolín ("Gamle Kolín") var truet af oversvømmelser, og kongen besluttede at flytte bosættelsen. Den første skriftlige omtale af Kolín er fra 1261, hvor det nævnes, at Přelouč får byprivilegier, ligesom Kolín og Kouřim har. Den lå på handelsruten Prag-Český Brod-Čáslav-Mähren.
I 1437-1438 blev der grundlagt en borg i Kolín. Den blev bygget på ruinerne af et nedbrændt kloster. Under Trediveårskrigen blev den beskadiget, og i det 17. århundrede blev den ombygget til et bryggeri. I 1911 brændte slottet ned, og dets renæssanceudseende forsvandt.
I 1757 blev Slaget ved Kolín (en) udkæmpet under Syvårskrigen, og i 1944 blev et raffinaderi i Kolín bombet under Oliekampagnen under Anden Verdenskrig (en). Der blev produceret Zyklon B til nazisternes koncentrationslejre.